# Postcard from Morocco
Postcard from Morocco (in italiano Cartolina dal Marocco) è un'opera in un atto composta da Dominick Argento su libretto di John Donahue, basata su A Child's Garden of Verse di Robert Louis Stevenson.
La prima rappresentazione dell'opera ebbe luogo il 14 ottobre 1971, al Cedar Village Theater di Minneapolis, con la direzione di Philip Brunelle e la regia di John Donahue.